# 상페드루 상파울루 군도

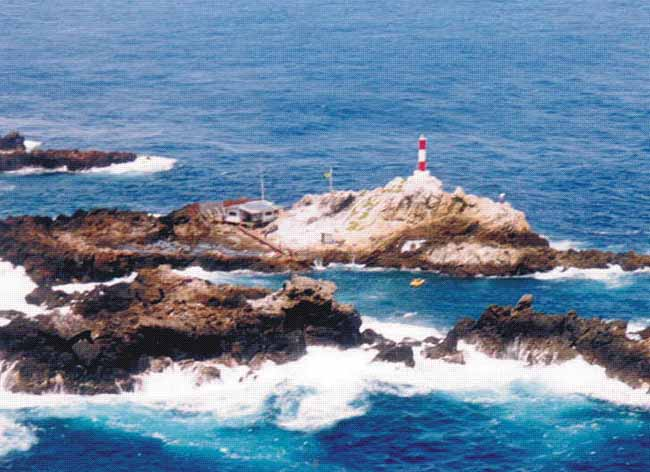
상페드루 상파울루 군도

상페드루 상파울루 군도(포르투갈어: Arquipélago de São Pedro e São Paulo)는 대서양 적도 해역의 중심에 위치한 브라질령의 작은 암초군이다. 면적은 15,000m2, 높이는 17m이며 행정 구역상으로는 노르데스치 지방 페르남부쿠주에 속한다. 15개의 도서들로 구성되어 있는데 다섯 개의 섬과 수많은 암초로 구성되어 있다.